# Condado de Delaware (Oklahoma)
O Condado de Delaware é um dos 77 condados do estado americano do Oklahoma. A sede do condado é Jay, que é também a sua maior cidade.
O condado tem uma área de 2052 km² (dos quais 134 km² estão cobertos por água), uma população de 37 077 habitantes, e uma densidade populacional de 19 hab/km² (segundo o censo nacional de 2000). O condado foi fundado em 1907 e o seu nome provém dos ameríndios da tribo dos Lenapes (também chamados de índios Delaware) que foram realojados na zona no que então era território indígena na década de 1830.

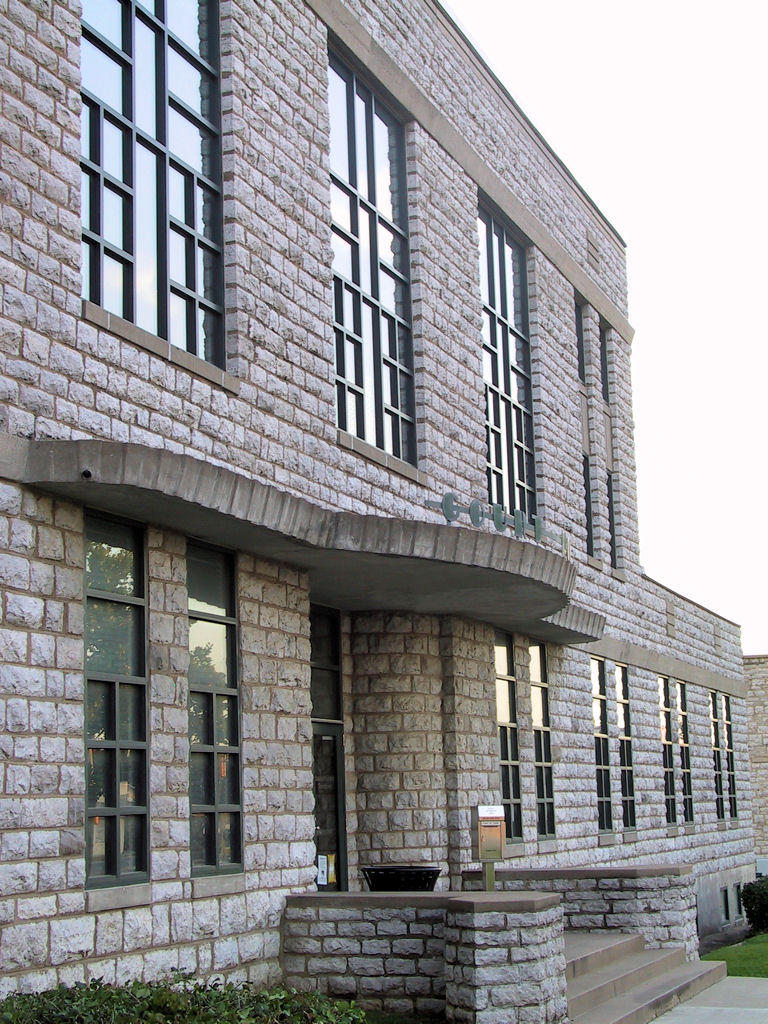
Fachada do tribunal do condado de Delaware em Jay, Oklahoma